# Francisco Urbalejo
Gral. Francisco Urbalejo Serna fue un militar mexicano que participó en la Revolución mexicana. Nació en Villa Rosario, en Álamos, Sonora, el 4 de octubre de 1862. Fue militar de carrera, pues participó en la Guerra del Yaqui. Operó en la Sierra Madre Occidental contra los maderistas. Habiendo ascendido a Capitán, en 1912, combatió a las fuerzas orozquistas, pero en 1913 se sumó al movimiento en contra de Victoriano Huerta. En agosto de 1914 secundó a José María Maytorena contra Venustiano Carranza, luchando al lado de los convencionistas. Sin embargo, a la derrota de estos, se unió a los constitucionalistas, combatiendo a los yaquis a favor de Plutarco Elías Calles y Adolfo de la Huerta. Se adhirió al Plan de Agua Prieta en 1920 y en 1929 perdió el grado de divisionario, al rebelarse con la rebelión escobarista. Años más tarde se reincorporó al ejército y murió en Esperanza, Sonora, el 3 de marzo de 1950. 